# گواهینامه ایتالیایی به عنوان زبان خارجی
گواهینامه ایتالیایی به عنوان زبان خارجی (به ایتالیایی: Certificazione di Italiano come Lingua Straniera) یا به‌صورت کوتاه شده CILS یک گواهی مدرک زبان ایتالیایی است که توسط دانشگاه سینا طراحی گردیده و در ایران توسط کنسولگری ایتالیا در تهران برگزار می‌گردد. این آزمون در ۶ سطح برگزار می‌گردد و قبولی در هر سطح نیازمند کسب ۵۵ نمره از ۱۰۰ نمرهٔ آزمون می‌باشد. اعتبار این مدرک همیشگی می‌باشد و مانند آیلتس یا تافل پس از گذشت چند سال از بین نمی‌رود.

## مقاطع آزمون CILS
آزمون CILS در ۶ سطح A1, A2, B1, B2, C1, C2 برگزار می‌گردد و ساختار آن شبیه آزمونهای DELF و DALF می‌باشد.

## مهارت‌های آزمون CILS
Listening:
Reading:
Writing:
Speaking:
Grammar:

## لینک به خارج
- CILS page at University of Siena